# Рощін Георгій Георгійович
Георгій Георгійович Рощін (нар. 1 листопада 1951) — доктор медичних наук, професор. Заслужений лікар України.

## Життєпис
Георгій Рощін народився 01.11.1951 р., с. Кедина Гора, Золотоніський район, Черкаська область, Україна.
1971—1977 навчався у Чернівецькому державному медичному інституті.
1977—1981 рр.працював лікарем-хірургом у Кам'янець-Подільській центральній районній лікарні Хмельницької області. :1981–1984 рр. навчався в клінічній ординатурі та працював лікарем-хірургом у Київському науково-дослідному інституті клінічної та експериментальної хірургії, де під керівництвом академіка О. О. Шалімова розпочав свою наукову діяльність з вивчення проблеми хірургічного лікування хронічних гепатитів та цирозу печінки.
1988 р. — захищена кандидатська дисертація. Упродовж наступних семи років брав участь у становленні й розбудові нової Київської лікарні швидкої медичної допомоги, де очолював хірургічне відділення.
1991 р. очолив Київську міську клінічну лікарню швидкої медичної допомоги, в 1992 р. при реорганізації лікарні в Київське науково-практичне об'єднання швидкої медичної допомоги та медицини катастроф призначений генеральним директором об'єднання. На цій посаді Г. Г. Рощін створив науково-практичну установу, до складу якої входили клініки як структурні штатні одиниці.
2000 р. здійснена трансплантація печінки.
З 1997—2012 рр. директор Українського науково-практичного центру екстреної медичної допомоги та медицини катастроф.
З 2012 р. працює на постійній основі у Національній медичній академії післядипломної освіти ім. П. Л. Шупика асистентом, доцентом кафедри швидкої та невідкладної медичної допомоги, з грудня 1996 року — завідувачем кафедри медицини катастроф та військово-медичної підготовки НМАПО імені П. Л. Шупика.

## Освіта
1977 р. закінчив з відзнакою Чернівецький державний медичний інститут. Під час навчання отримував Ленінську стипендію, займався науковою роботою, опублікував 6 праць.

## Захист дисертаційних робіт
1988 р. захистив дисертацію на здобуття наукового ступеня кандидата медичних наук за темою: " Хирургическое лечение хронического гепатита с синдромом холестаза. ".
Спеціальність: 14.01.03 — «Хірургія»
Науковий керівник: академік О. О. Шалімов.
2006 р. захистив дисертацію на здобуття наукового ступеня доктора медичних наук за темою «Тяжка поєднана травма (принципи організаційної та лікувальної тактики надання уніфікованої невідкладної медичної допомоги постраждалим в ранньому періоді травматичної хвороби)».
Спеціальність: 14.01.03 — «Хірургія»
Науковий консультант — М. І. Тутченко.

## Лікувальна і наукова діяльність
За участі Рощіна Г. Г. розроблена та запроваджена науково обґрунтована концепція розвитку екстреної медичної допомоги та медицини катастроф в Україні. Як вчений хірург в галузі політравми, отримав нові дані щодо патогенезу раннього періоду травматичної хвороби. Запровадив оптимальну тактику надання екстреної медичної допомоги та новітні клініко-організаційні технології потерпілим із тяжкими множинними та поєднаними травмами на догоспітальному та ранньому госпітальному етапах. Розробив концепцію розбудови системи догоспітальної та стаціонарної екстреної медичної допомоги при гострих захворюваннях, нещасних випадках у повсякденних умовах масових уражень населення. Удосконалена система медичного сортування та екстреної деконтамінації у забруднених потерпілих при надзвичайних ситуаціях мирного часу та в особливий період. Ініціював розробку та впровадження протоколів з надання екстреної медичної допомоги у разі невідкладних станів. Узагальнив світовий досвід з медичних аспектів організації та надання екстреної (невідкладної) медичної допомоги в звичайних умовах та за умов надзвичайних ситуацій і розробив низку пропозицій для МОЗ України, які увійшли до нормативно-правових актів, Законів, постанов КМ України, наказів МОЗ України та інших

## Патенти
Автор 40 патентів.
1. Спосіб прогнозування терміну імовірності летальності у постраждалих з поєднаною закритою абдомінальною травмою, Патент на корисну модель № 93119 МПК А61В 5/00 (2014.01).
2. Спосіб Анатомо-функціональної оцінки поєднаної закритої абдомінальної травми на фоні переохолодження, Патент на корисну модель № 93118 МПК А61В 5/00 (2014.01).
3. Спосіб лікування синдрому абдомінальної компресії при поєднаних травмах органів черевної порожнини № 66156 А (15.04.2004)

## Перелік ключових публікацій
1. А. А. Шалимов, Г. В. Гайко, Н. Е. Полищук, Г. Г. Рощин и др. всего 11 соавт., Концептуальные аспекты оказания неотложной помощи пострадавшим с травмой. Клінічна хірургія, 1998, N7, с, 44 — 45.
2. Г. Г. Рощін. Хірургічна тактика лікування синдрому абдомінальної компресії при тяжкій поєднаній травмі. Матеріали ХХІ з'їзду хірургів України.-Запоріжжя.-2005.С.92-93.
3. Рощін Г. Г., Крилюк В. О., Печиборщ В. П., Йосипенко І. О. Особливості організації відділень невідкладної медичної допомоги багатопрофільних лікарень у системі охорони здоров'я Великої Британії та США// Хірургія України № 4(52)2014, с.114-122, 4.-Медицина невідкладних станів.,Київ, ВСВ «Медицина», 2012, 728 с.
4. Политравма. Киев, ВСИ 2012, 736 с.
5. Екстрена медична допомога. Київ, 2012, 84 с.
6. Протоколи з надання екстреної медичної допомоги у разі невідкладних станів. Київ, "Фарм Арт,2001, 112 с.
7. Екстрена медична допомога. Київ, 2009, 138 с.
8. Екстрена медична допомога (гострі серцеві стани). Київ, 2011, 160 с.
9. «Екстрена медична допомога (вибрані аспекти)». Київ-Донецьк 2014, 320 с.
10. Алгоритми та контрольні тести з невідкладної медичної допомоги у надзвичайних ситуаціях (методичний посібник). Київ, 2007, 168 с.
11. Екстрена медична допомога (догоспітальні протоколи). Київ, Юстон,2016,212 с.